# Jan Høiland
Jan Magne Høiland, född 6 februari 1939 i Stavanger, död 7 juni 2017, var en norsk sångare. Han var verksam i såväl Sverige som Norge sedan slutet av 1950-talet. 
Høiland framträdde i Hylands hörna 1962 och fick samma år en stor skivframgång med "En natt i Moskva", som låg hela 31 veckor på Svensktoppen. Under 1960-talet följde flera hits, bland annat "Röda rosor från Sankta Monica", "Mors drömväv" och "Tiotusen röda rosor", den sistnämnda skriven 1967 av Thore Skogman.
Originalet till "En natt i Moskva" ("Подмосковные Вечера", "Moscow Nights") skrevs 1955 och fick sitt genombrott 1957 vid den sjätte Världsungdomsfestivalen som hölls i Moskva. Den har spritts till många språk och användes som paussignal för Radio Moskvas (nuvarande Rysslands rösts) internationella sändningar. Melodin är komponerad av Vasilij Solovjoj-Sedoj. Den svenska texten skrevs av Håkan Elmquist.
Från 1970-talet producerade Jan Høiland skivor för andra artister på Arne Bendiksens förlag i Norge, men var alltjämt verksam som sångare. Sonen Jan-Erik har under många år varit kapellmästare för dansorkestern Høiland, numera frontfigur i gruppen Timemachine.

## Diskografi
Album
- Jan Høiland (1968)
- Røda rosor från Santa Monica (1970)
- Butterfly (1971)
- En natt i Moskva (1971)
- Blott en ros (1972)
- En bit av mig själv (1973)
- Jan (1974)
- Kan hende jeg seiler (1974)
- Tiotusen röda rosor (1975)
- Jan Høiland (1977)
- Jan Høiland (1978)
- Kjære sjømann (1978)
- Brit, Jan Erik og Jan (1980)
- My Songs (1985)
- Ballad för Adeline (1989) med Richard Clayderman
- Made in Harstad (1993)
- Tio tusen röda rosor (1994)
- Musik vi minns (2002)
- White Christmas (2008)